# Animella

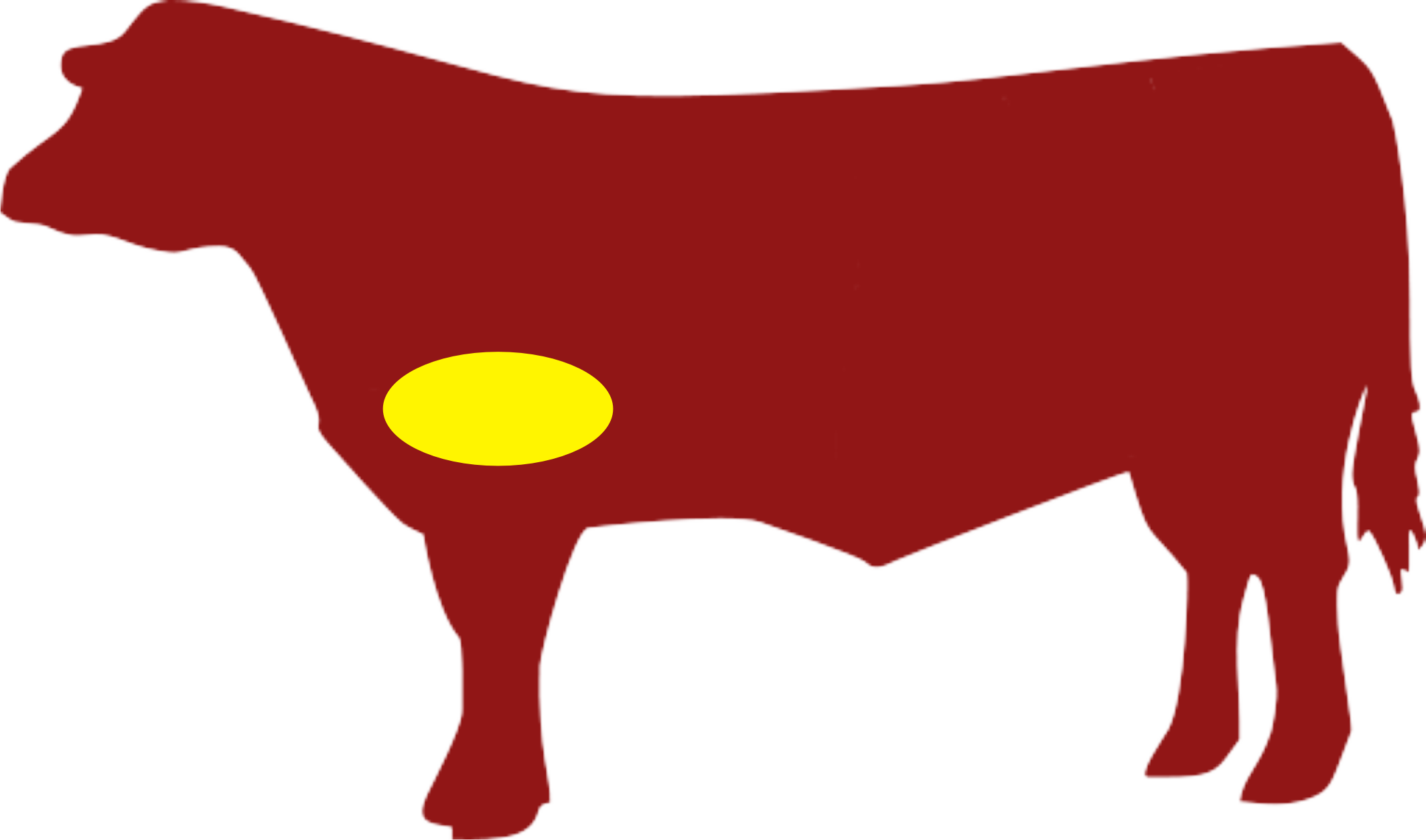
La posizione delle animelle nel vitellone

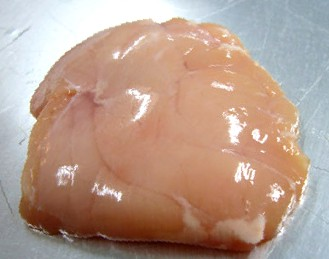
Animelle crude di agnello

L'animella è il nome con cui in gastronomia si definisce il timo, un organo linfoepiteliale, dalla consistenza cedevole, spongiosa e un colore biancastro. È situato nel mediastino craniale in tutti i mammiferi domestici, anche se maggiormente sviluppato nei bovini e nei suini, in cui consta di una porzione cervicale e una craniale, e corrisponde filogeneticamente al timo umano.
L'organo è la sede dello sviluppo dei linfociti T, e in condizioni normali inizia un'involuzione poco prima del sopraggiungere della pubertà, anche se piccole porzioni del parenchima possono rimanere attive anche in età adulta.

## Terminologia
In Piemonte l'animella viene chiamata anche lacetto. Il termine definisce anche, nel Lazio, il pancreas di bovini od ovini. Spesso il termine animelle viene esteso ad altre frattaglie del vitello, del vitellone o dell'agnello, quali il pancreas e le ghiandole salivari.

## Composizione chimica e valore energetico
La tabella che segue riporta la composizione e il valore energetico delle animelle di vitello (per 100g di parte edibile):
| Acqua (g) | Proteine(g) | Lipidi (g) | Carboidrati (g) | Ceneri (g) | Energia (Kcal) |
| 70,6      | 15          | 13,1       | 0,0             | 1,3        | 182            |

## Utilizzo

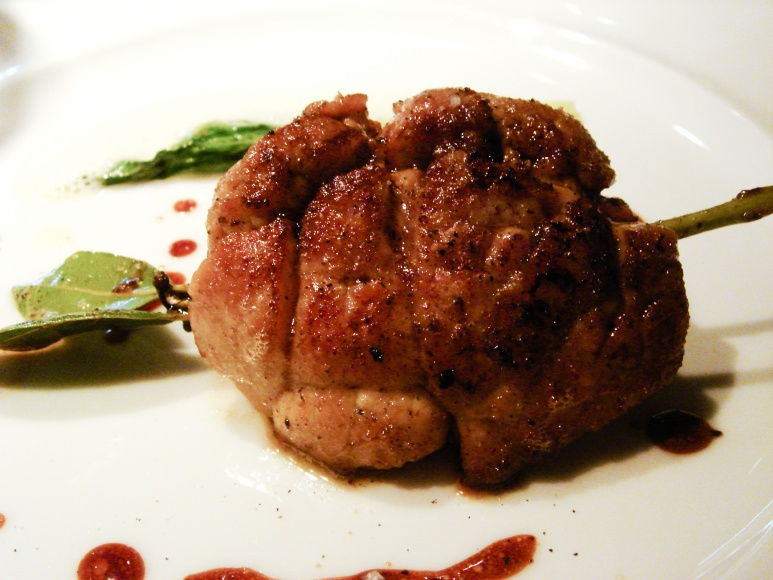
Animella cucinata di vitello

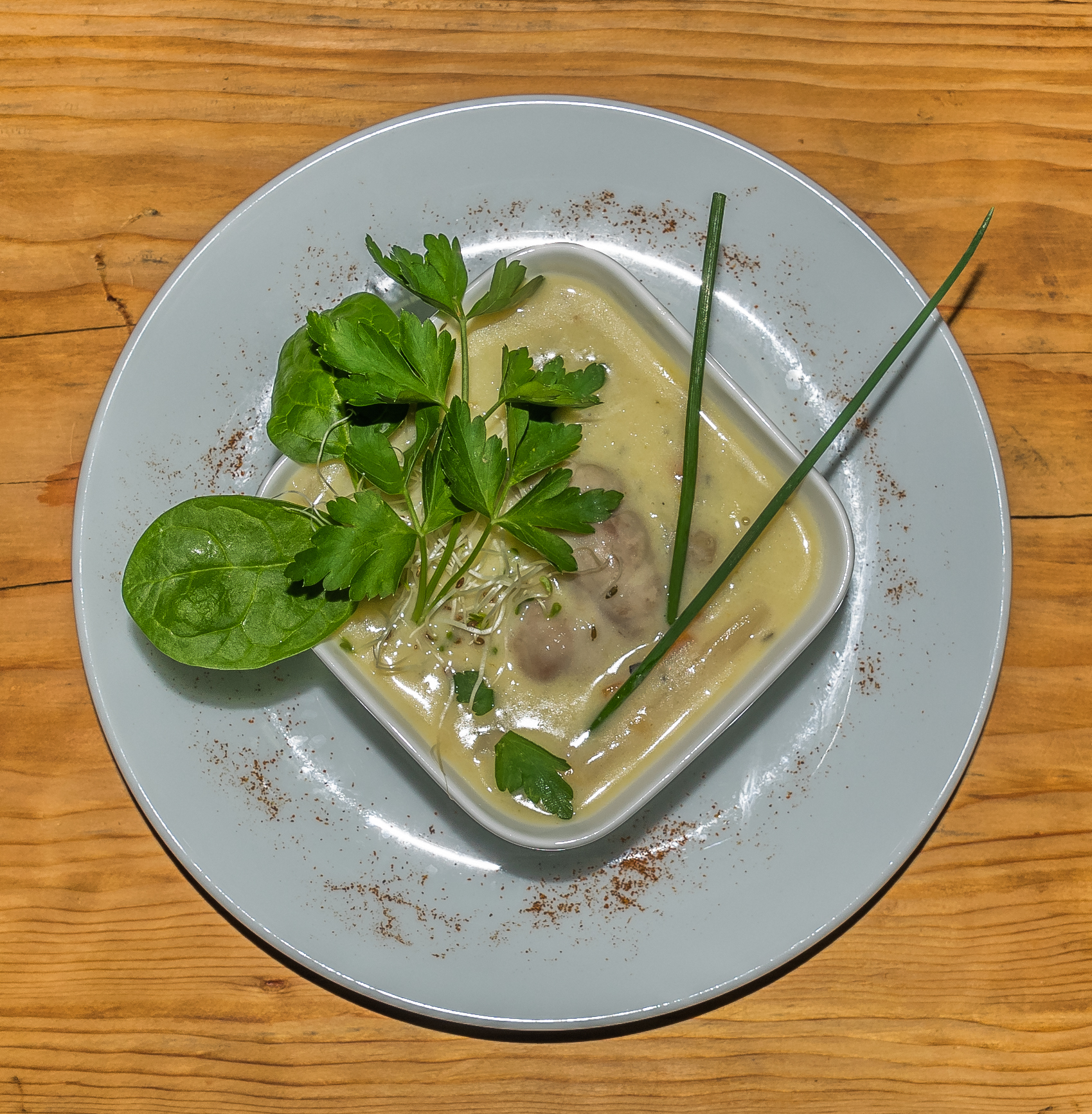
Animelle con asparagi

Considerato un "cascame", uno scarto di difficile reperibilità, ha un elevato contenuto nutrizionale, nonché un elevato tasso di colesterolo.  Di gusto delicatissimo rievocante il sapore del latte, è avvolto da una membrana che viene tolta dopo che l'organo è stato sbollentato per alcuni minuti. Spesso viene cotta alla brace. L'animella di vitello si trova nella finanziera piemontese, nel fritto misto alla milanese sotto il nome di laccett, nella cucina romana e nella cucina calabrese sotto il nome di durcimuorzu, inteso come animella di capretto e di maiale. L'animella è anche alla base di varie ricette dalla cucina francese come il ris en cassolettes, en papillotes, à l'allemande, en hâtelet..